# Operatie Van der Most
Operatie Van der Most is een televisieprogramma van de Nederlandse Publieke Omroep MAX, gepresenteerd door ondernemer Hennie van der Most. Het eerste uitzendseizoen van het programma is gestart op 17 juli 2009 op de vrijdagavond. De eerste aflevering trok 460.000 kijkers, maar dit werd een week later al 627.000 kijkers.

## Het programma
Topondernemer Hennie van der Most gaat met zijn kennis en ervaring samen met de oud-ondernemer Theo Bax ondernemingen helpen die moeilijkheden ondervinden. De bedrijvendokter stelt samen met de eigenaar een plan op en geeft aanwijzingen.
Operatie wordt geproduceerd door cycloop.tv en is bedacht door Michiel Doekes.
2010
- Eindredacteur: Jurgen Koen
- Redactie: Yolanda van der Linde
- redactie assistent:Marco Bottenberg
- Verslaggeving: Julian Bakkum
- Productie: Vera Allertz

## Trivia
De Britse ondernemer John Harvey-Jones presenteerde in de vroege jaren 90 een serie met hetzelfde format voor de BBC, getiteld Troubleshooter. Later werd dit programma gepresenteerd door Gerry Robinson.